# Lorenzo Pani
Lorenzo Pani (Firenze, 4 luglio 2002) è un rugbista a 15 italiano, estremo delle Zebre.

## Biografia
Ha iniziato a muovere i primi passi  nel SestoRugby fino all'Under 12 dalla under 14  in poi è passato al Prato Sesto (oggi Cavalieri Union), Pani ha compiuto tutta la trafila formativa sia a livello di club che internazionale. ha esordito a 17 anni in prima squadra del Cavalieri Union nel 2019, dopo la chiamata  in accademia  nazionale  Ivan Francescato a Remedello successivamente prelevato dalla Benetton Treviso  dopo solo tre presenze nella prima stagione in Veneto, tuttavia, fu ceduto alle Zebre ad aprile 2022.
Esordiente in nazionale maggiore sotto la gestione del C.T. Kieran Crowley a Edimburgo contro la Scozia in un match di preparazione alla Coppa del Mondo 2023, è stato successivamente incluso nella rosa dei convocati all'appuntamento mondiale in Francia.
La meta da lui realizzata a Cardiff contro il Galles è stata votata come la più bella del Sei Nazioni 2024.